# Apioninae
Apioninae Schönherr, 1823 è una sottofamiglia di coleotteri della famiglia Brentidae.

## Tassonomia
La sottofamiglia comprende i seguenti generi:
- genere Apiomorphus
- genere Apion
- genere Apius
- genere Aplemonus
- genere Cnemopachus
- genere Cybebus
- genere Lepanomus
- genere Mecolenus
- genere Myrmacicelus
- genere Myrmacyba
- genere Oxystoma
- genere Piezotrachelus
- genere Pterapion
- genere Rhinorhynchidius
- genere Rhynolaccus
- genere Setapion
- genere Sympiezotrachelus
- genere Tanaos